# Football aux Jeux olympiques d'été de 1980
Navigation
Montréal 1976 Los Angeles 1984
Le football est un des vingt-et-uns sports officiels aux Jeux olympiques d'été de 1980. Il n’y a pas de compétition féminine et la compétition masculine se déroule par une phase de groupes puis par des matchs à élimination directe (quarts de finale, demi-finales et finale) du 29 juillet au 2 août 1980. Les matchs sont joués dans cinq stades répartis dans quatre villes soviétiques. Le tournoi est organisé par la Fédération d'URSS de football (Федерация футбола СССР) ainsi que par le Comité olympique de l'URSS (Национальный Олимпийский комитет Союза Советских Социалистических Республик). Dix-neuvième édition d’une épreuve de football aux Jeux olympiques, il ne s’agit cependant que de la dix-septième à être reconnue par le CIO et la quinzième par la FIFA.

## Acteurs du tournoi

### Équipes qualifiées
| Tournoi qualificatif           | Dates                                 | Lieu                          | Places | Qualifiés                                                                 |
| ------------------------------ | ------------------------------------- | ----------------------------- | ------ | ------------------------------------------------------------------------- |
| Pays organisateur              |                                       |                               | 1      | Union soviétique                                                          |
| Tenant du titre                |                                       |                               | 1      | Allemagne de l'Est                                                        |
| Tournoi pré-olympique UEFA     | du 7 mars 1979 au 23 avril 1980       |                               | 4      | Tchécoslovaquie Yougoslavie Espagne Norvège Allemagne de l’Ouest Finlande |
| Tournoi pré-olympique CONMEBOL | du 23 janvier 1980 au 15 février 1980 | Colombie                      | 2      | Argentine Pérou Venezuela (en) Colombie                                   |
| Tournoi pré-olympique CONCACAF | du 1er avril 1979 au 2 avril 1980     |                               | 2      | Costa Rica États-Unis Suriname Haïti (en) Cuba                            |
| Tournoi pré-olympique AFC      | du 23 février 1980 au 6 avril 1980    | Bagdad Kuala Lumpur Singapour | 3      | Koweït (en) Malaisie (en) Irak Iran (en) Syrie (en)                       |
| Tournoi pré-olympique CAF      | du 25 mars 1979 au 13 avril 1980      |                               | 3      | Algérie Ghana Nigeria Égypte Zambie                                       |
| Total                          |                                       |                               | 16     |                                                                           |

## Premier tour

### Groupe A

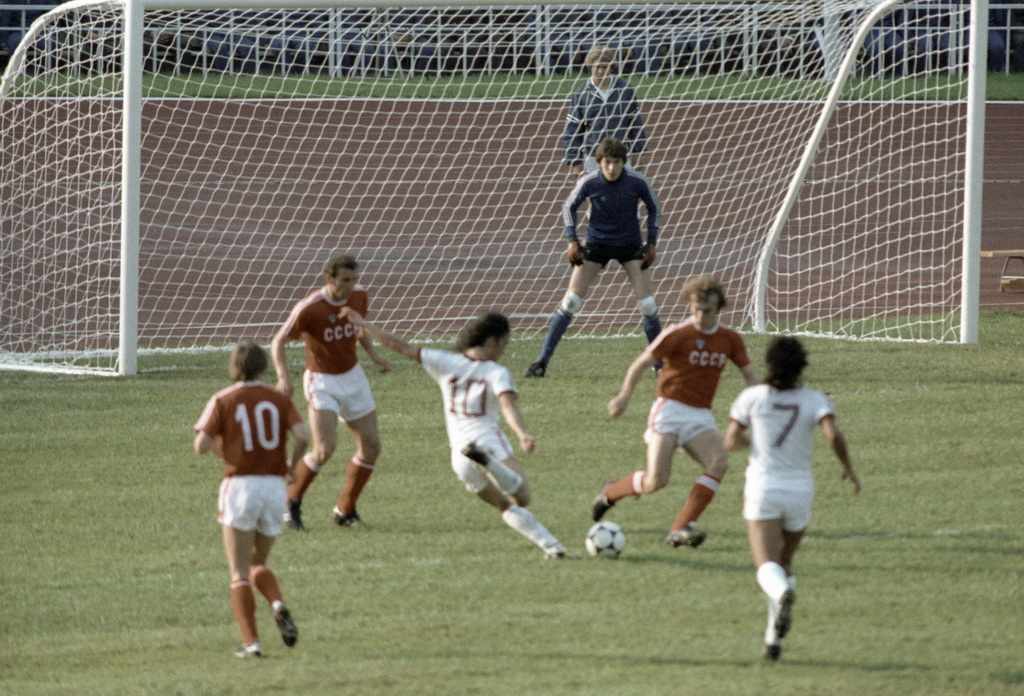
Match Union soviétique (en rouge)-Venezuela (en blanc)

| Rang | Équipe           | Pts | J | G | N | P | Bp | Bc | Diff |
| ---- | ---------------- | --- | - | - | - | - | -- | -- | ---- |
| 1    | Union soviétique | 6   | 3 | 3 | 0 | 0 | 15 | 1  | +14  |
| 2    | Cuba             | 4   | 3 | 2 | 0 | 1 | 3  | 9  | -6   |
| 3    | Venezuela (en)   | 2   | 3 | 1 | 0 | 2 | 3  | 7  | -4   |
| 4    | Zambie           | 0   | 3 | 0 | 0 | 3 | 2  | 6  | -4   |

1re journée
| Dimanche 20 juillet 1980 | Union soviétique                                            | 4 - 0   | Venezuela (en) | Stade Central Lénine, Moscou |                          |
| 20:00 heure locale       | Andreïev 3e · Tcherenkov 25e · Gavrilov 34e · Oganesian 51e | (3 - 0) |                | Arbitrage : Franz Wöhrer     | Arbitrage : Franz Wöhrer |

| Dimanche 20 juillet 1980 | Cuba       | 1 - 0   | Zambie | Stade Kirov, Leningrad   |                          |
| 20:00 heure locale       | Roldán 58e | (0 - 0) |        | Arbitrage : Marijan Raus | Arbitrage : Marijan Raus |

2e journée
| 22 juillet 1980 | Cuba                      | 2–1 | Venezuela (en)  | Kirov Stadium, Léningrad                              |                                                       |
| 12:00           | Hernández 49e · Núñez 71e |     | 68e Zubizarreta | Spectateurs : 70 000 Arbitrage : Emilio Guruceta-Muro | Spectateurs : 70 000 Arbitrage : Emilio Guruceta-Muro |
| 12:00           | Report                    |     |                 | Spectateurs : 70 000 Arbitrage : Emilio Guruceta-Muro | Spectateurs : 70 000 Arbitrage : Emilio Guruceta-Muro |

| 22 juillet 1980 | Union soviétique                     | 3–1 | Zambie      | Stade de Lénine, Moscou   |                           |
| 12:00           | Khidiyatullin 9e 51e · Cherenkov 87e |     | 13e Chitalu | Arbitrage : Marwan Arafat | Arbitrage : Marwan Arafat |
| 12:00           | Report                               |     |             | Arbitrage : Marwan Arafat | Arbitrage : Marwan Arafat |

3e journée
| 24 juillet 1980 | Union soviétique                                                                               | 8–0 | Cuba | Dinamo Stadium, Moscou    |                           |
| 12:00           | Andreïev 8e 27e 44e · Romantsev 20e · Chavlo 43e · Cherenkov 55e · Gavrilov 75e · Bessonov 77e |     |      | Arbitrage : Bob Valentine | Arbitrage : Bob Valentine |
| 12:00           | Report                                                                                         |     |      | Arbitrage : Bob Valentine | Arbitrage : Bob Valentine |

| 24 juillet 1980 | Venezuela                         | 2–1 | Zambie      | Kirov Stadium, Léningrad                            |                                                     |
| 12:00           | Zubizarreta 86e · Elie 90e (pen.) |     | 73e Chitalu | Spectateurs : 80 000 Arbitrage : Luis Paulino Siles | Spectateurs : 80 000 Arbitrage : Luis Paulino Siles |
| 12:00           | Report                            |     |             | Spectateurs : 80 000 Arbitrage : Luis Paulino Siles | Spectateurs : 80 000 Arbitrage : Luis Paulino Siles |

### Groupe B
| Rang | Équipe          | Pts | J | G | N | P | Bp | Bc | Diff |
| ---- | --------------- | --- | - | - | - | - | -- | -- | ---- |
| 1    | Tchécoslovaquie | 4   | 3 | 1 | 2 | 0 | 4  | 1  | +3   |
| 2    | Koweït (en)     | 4   | 3 | 1 | 2 | 0 | 4  | 2  | +2   |
| 3    | Colombie        | 3   | 3 | 1 | 1 | 1 | 2  | 4  | -2   |
| 4    | Nigeria         | 1   | 3 | 0 | 1 | 2 | 2  | 5  | -3   |

1re journée
| 21 juillet 1980 | Tchécoslovaquie                      | 3–0 | Colombie | Kirov Stadium, Léningrad   |                            |
| 12:00           | Pokluda 14e · Berger 18e · Vízek 85e |     |          | Arbitrage : Belaïd Lacarne | Arbitrage : Belaïd Lacarne |
| 12:00           | Rapport                              |     |          | Arbitrage : Belaïd Lacarne | Arbitrage : Belaïd Lacarne |

| 21 juillet 1980 | Koweït (en)                  | 3–1 | Nigeria           | Dinamo Stadium, Moscou      |                             |
| 12:00           | Al-Dakhil 16e 40e 85e (pen.) |     | 25e (csc) Mubarak | Arbitrage : Klaus Scheurell | Arbitrage : Klaus Scheurell |
| 12:00           | Report                       |     |                   | Arbitrage : Klaus Scheurell | Arbitrage : Klaus Scheurell |

2e journée
| 23 juillet 1980 | Colombie      | 1–1 | Koweït (en) | Dinamo Stadium, Moscou      |                             |
| 12:00           | Molinares 73e |     | 64e Sultan  | Arbitrage : Anders Mattsson | Arbitrage : Anders Mattsson |
| 12:00           | Report        |     |             | Arbitrage : Anders Mattsson | Arbitrage : Anders Mattsson |

| 23 juillet 1980 | Tchécoslovaquie | 1–1 | Nigeria   | Kirov Stadium, Léningrad          |                                   |
| 12:00           | Vízek 25e       |     | 84e Nwosu | Arbitrage : Enrique Labo Revoredo | Arbitrage : Enrique Labo Revoredo |
| 12:00           | Report          |     |           | Arbitrage : Enrique Labo Revoredo | Arbitrage : Enrique Labo Revoredo |

3e journée
| 25 juillet 1980 | Colombie    | 1–0 | Nigeria | Dinamo Stadium, Moscou            |                                   |
| 12:00           | Cardona 55e |     |         | Arbitrage : Salim Naji Al-Hachami | Arbitrage : Salim Naji Al-Hachami |
| 12:00           | Report      |     |         | Arbitrage : Salim Naji Al-Hachami | Arbitrage : Salim Naji Al-Hachami |

| 25 juillet 1980 | Tchécoslovaquie | 0–0 | Koweït (en) | Kirov Stadium, Léningrad      |                               |
| 12:00           |                 |     |             | Arbitrage : Riccardo Lattanzi | Arbitrage : Riccardo Lattanzi |
| 12:00           | Report          |     |             | Arbitrage : Riccardo Lattanzi | Arbitrage : Riccardo Lattanzi |

### Groupe C
| Rang | Équipe             | Pts | J | G | N | P | Bp | Bc | Diff |
| ---- | ------------------ | --- | - | - | - | - | -- | -- | ---- |
| 1    | Allemagne de l'Est | 5   | 3 | 2 | 1 | 0 | 7  | 1  | +6   |
| 2    | Algérie            | 3   | 3 | 1 | 1 | 1 | 4  | 2  | +2   |
| 3    | Espagne            | 3   | 3 | 0 | 3 | 0 | 2  | 2  | 0    |
| 4    | Syrie (en)         | 1   | 3 | 0 | 1 | 2 | 0  | 8  | -8   |

1re journée
| 20 juillet 1980 | Allemagne de l'Est | 1–1 | Espagne    | Republican Stadium, Kiev                       |                                                |
| 12:00           | Kühn 49e           |     | 50e Alonso | Spectateurs : 100 000 Arbitrage : Ulf Eriksson | Spectateurs : 100 000 Arbitrage : Ulf Eriksson |
| 12:00           | Report             |     |            | Spectateurs : 100 000 Arbitrage : Ulf Eriksson | Spectateurs : 100 000 Arbitrage : Ulf Eriksson |

| Entraîneur :      |
| Mahieddine Khalef |

| Entraîneur :  |
| Yousef Chadli |

| Entraîneur :      |
| Mahieddine Khalef |

| Entraîneur :  |
| Yousef Chadli |

2e journée
| Entraîneur :   |
| Georg Buschner |

| Entraîneur :      |
| Mahieddine Khalef |

| Entraîneur :   |
| Georg Buschner |

| Entraîneur :      |
| Mahieddine Khalef |

| 22 juillet 1980 | Espagne | 0–0 | Syrie (en) | Dinamo Stadium, Minsk                    |                                          |
| 12:00           |         |     |            | Arbitrage : José Castro Lozada Venezuela | Arbitrage : José Castro Lozada Venezuela |
| 12:00           | Report  |     |            | Arbitrage : José Castro Lozada Venezuela | Arbitrage : José Castro Lozada Venezuela |

3e journée
| Entraîneur :    |
| José Santamaría |

| Entraîneur :      |
| Mahieddine Khalef |

| Entraîneur :    |
| José Santamaría |

| Entraîneur :      |
| Mahieddine Khalef |

| 24 juillet 1980 | Allemagne de l'Est                                  | 5–0 | Syrie (en) | Republican Stadium, Kiev                      |                                               |
| 12:00           | Hause 6e · Netz 25e 45e · Peter 75e · Terletzki 82e |     |            | Spectateurs : 80 000 Arbitrage : Ulf Eriksson | Spectateurs : 80 000 Arbitrage : Ulf Eriksson |
| 12:00           | Report                                              |     |            | Spectateurs : 80 000 Arbitrage : Ulf Eriksson | Spectateurs : 80 000 Arbitrage : Ulf Eriksson |

### Groupe D
| Rang | Équipe      | Pts | J | G | N | P | Bp | Bc | Diff |
| ---- | ----------- | --- | - | - | - | - | -- | -- | ---- |
| 1    | Yougoslavie | 5   | 3 | 2 | 1 | 0 | 6  | 3  | +3   |
| 2    | Irak        | 4   | 3 | 1 | 2 | 0 | 4  | 1  | +3   |
| 3    | Finlande    | 3   | 3 | 1 | 1 | 1 | 3  | 2  | +1   |
| 4    | Costa Rica  | 0   | 3 | 0 | 0 | 3 | 2  | 9  | -7   |

1re journée
| 21 juillet 1980 | Yougoslavie                   | 2–0 | Finlande | Dinamo Stadium, Minsk              |                                    |
| 12:00           | Şekerbegoviç 56e · Šestić 58e |     |          | Arbitrage : Lamberto Rubio Vázquez | Arbitrage : Lamberto Rubio Vázquez |
| 12:00           | Report                        |     |          | Arbitrage : Lamberto Rubio Vázquez | Arbitrage : Lamberto Rubio Vázquez |

| 21 juillet 1980 | Irak                                 | 3–0 | Costa Rica | Republican Stadium, Kiev   |                            |
| 12:00           | Basheer 45e · Saeed 49e · Hassan 75e |     |            | Arbitrage : Nyirenda Chayu | Arbitrage : Nyirenda Chayu |
| 12:00           | Report                               |     |            | Arbitrage : Nyirenda Chayu | Arbitrage : Nyirenda Chayu |

2e journée
| 23 juillet 1980 | Yougoslavie                          | 3–2 | Costa Rica             | Dinamo Stadium, Minsk          |                                |
| 12:00           | Zlatko Vujović 6e 54e · Primorac 24e |     | 35e White · 90e Arroyo | Arbitrage : Bassey Eyo-Honesty | Arbitrage : Bassey Eyo-Honesty |
| 12:00           | Report                               |     |                        | Arbitrage : Bassey Eyo-Honesty | Arbitrage : Bassey Eyo-Honesty |

| 23 juillet 1980 | Finlande | 0–0 | Irak | Republican Stadium, Kiev                               |                                                        |
| 12:00           |          |     |      | Spectateurs : 40 000 Arbitrage : Ramón Calderón Castro | Spectateurs : 40 000 Arbitrage : Ramón Calderón Castro |
| 12:00           | Report   |     |      | Spectateurs : 40 000 Arbitrage : Ramón Calderón Castro | Spectateurs : 40 000 Arbitrage : Ramón Calderón Castro |

3e journée
| 25 juillet 1980 | Finlande                            | 3–0 | Costa Rica | Republican Stadium, Kiev         |                                  |
| 12:00           | Tissari 18e · Alila 58e · Soini 88e |     |            | Arbitrage : Abdulwahab Al Bannai | Arbitrage : Abdulwahab Al Bannai |
| 12:00           | Report                              |     |            | Arbitrage : Abdulwahab Al Bannai | Arbitrage : Abdulwahab Al Bannai |

| 25 juillet 1980 | Yougoslavie       | 1–1 | Irak       | Dinamo Stadium, Minsk   |                         |
| 12:00           | Zoran Vujović 63e |     | 61e Hassan | Arbitrage : André Daina | Arbitrage : André Daina |
| 12:00           | Report            |     |            | Arbitrage : André Daina | Arbitrage : André Daina |

## Quarts de finale
| Entraîneur :    |
| Miljan Miljanić |

| Entraîneur :                     |
| Zdravko Rajkov Mahieddine Khalef |

| Entraîneur :    |
| Miljan Miljanić |

| Entraîneur :                     |
| Zdravko Rajkov Mahieddine Khalef |

| 27 juillet 1980 | Union soviétique             | 2–1 | Koweït (en) | Dinamo Stadium, Moscou                                  |                                                         |
| 12:00           | Cherenkov 30e · Gavrilov 51e |     | 59e Sultan  | Spectateurs : 48 000 Arbitrage : Lamberto Rubio Vázquez | Spectateurs : 48 000 Arbitrage : Lamberto Rubio Vázquez |
| 12:00           | Report                       |     |             | Spectateurs : 48 000 Arbitrage : Lamberto Rubio Vázquez | Spectateurs : 48 000 Arbitrage : Lamberto Rubio Vázquez |

| 27 juillet 1980 | Tchécoslovaquie             | 3–0 | Cuba | Stade Kirov, Léningrad            |                                   |
| 12:00           | Vízek 29e 59e · Pokluda 90e |     |      | Arbitrage : Enrique Labo Revoredo | Arbitrage : Enrique Labo Revoredo |
| 12:00           | Report                      |     |      | Arbitrage : Enrique Labo Revoredo | Arbitrage : Enrique Labo Revoredo |

| 27 juillet 1980 | Allemagne de l'Est                                              | 4–0 | Irak | Olimpiysky, Kiev                                      |                                                       |
| 12:00           | Schnuphase 4e (pen.) · Netz 11e · Steinbach 17e · Terletzki 22e |     |      | Spectateurs : 48 000 Arbitrage : Romualdo Arppi Filho | Spectateurs : 48 000 Arbitrage : Romualdo Arppi Filho |
| 12:00           | Report                                                          |     |      | Spectateurs : 48 000 Arbitrage : Romualdo Arppi Filho | Spectateurs : 48 000 Arbitrage : Romualdo Arppi Filho |

## Demi-finales

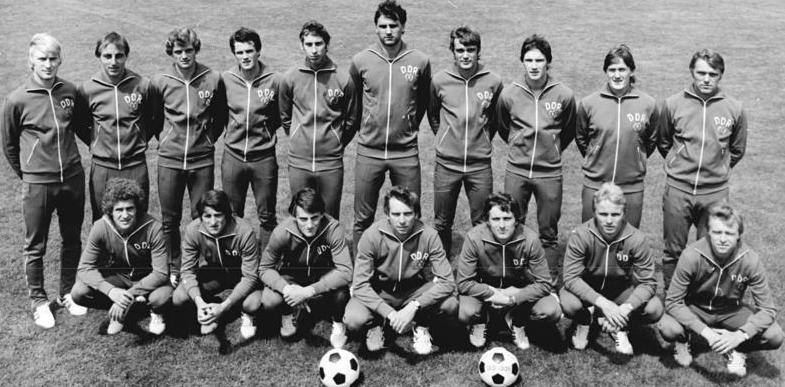
La sélection est-allemande avant le match contre l'Union soviétique.

| 29 juillet 1980 | Union soviétique | 0–1 | Allemagne de l'Est | Stade Central Lénine, Moscou                  |                                               |
| 12:00           |                  |     | 16e Netz           | Spectateurs : 95 000 Arbitrage : Ulf Eriksson | Spectateurs : 95 000 Arbitrage : Ulf Eriksson |
| 12:00           | Report           |     |                    | Spectateurs : 95 000 Arbitrage : Ulf Eriksson | Spectateurs : 95 000 Arbitrage : Ulf Eriksson |

| 29 juillet 1980 | Tchécoslovaquie        | 2–0 | Yougoslavie | Dinamo Stadium, Moscou                        |                                               |
| 13:00           | Lička 4e · Sreiner 18e |     |             | Spectateurs : 48 000 Arbitrage : Franz Wöhrer | Spectateurs : 48 000 Arbitrage : Franz Wöhrer |
| 13:00           | Report                 |     |             | Spectateurs : 48 000 Arbitrage : Franz Wöhrer | Spectateurs : 48 000 Arbitrage : Franz Wöhrer |

## Match pour la médaille de bronze
| 1er août 1980 | Union soviétique             | 2–0 | Yougoslavie | Dinamo Stadium, Moscou                         |                                                |
| 12:00         | Oganesian 67e · Andreïev 82e |     |             | Spectateurs : 45 000 Arbitrage : Bob Valentine | Spectateurs : 45 000 Arbitrage : Bob Valentine |
| 12:00         | Report                       |     |             | Spectateurs : 45 000 Arbitrage : Bob Valentine | Spectateurs : 45 000 Arbitrage : Bob Valentine |

## Finale
| Finale                                | Tchécoslovaquie | 1 - 0   | Allemagne de l'Est | Stade Central Lénine, Moscou                     |                                                  |
| Samedi 2 août 1980 20:00 heure locale | Svoboda 77e | (0 - 0) | | Spectateurs : 70 000 Arbitrage : Eldar Azim Zade | Spectateurs : 70 000 Arbitrage : Eldar Azim Zade |
| Samedi 2 août 1980 20:00 heure locale | Titulaires · Stanislav Seman () · Luděk Macela · Josef Mazura · Libor Radimec 54e · Zdeněk Rygel · Ladislav Vízek · Jan Berger 58e · Luboš Pokluda 63e · Werner Lička 73e · Oldřich Rott 6e · František Štambachr · Remplaçants · Petr Němec 63e · Jindřich Svoboda 73e · Rostislav Václavíček · Jaroslav Netolička · Zdeněk Šreiner · František Kunzo · Sélectionneur · František Havránek | Équipes | Titulaires · Bodo Rudwaleit () · Artur Ullrich · Lothar Hause 81e · Frank Baum 63e · Rüdiger Schnuphase · Frank Terletzki 72e · Wolfgang Steinbach 6e, 58e · Dieter Kühn 58e · Norbert Trieloff · Matthias Müller · Wolf-Rüdiger Netz · Remplaçants · Frank Uhlig · Jürgen Bähringer · Werner Peter 58e · Matthias Liebers 81e · Andreas Trautmann · Bernd Jakubowski · Sélectionneur · Rudolf Krause | Spectateurs : 70 000 Arbitrage : Eldar Azim Zade | Spectateurs : 70 000 Arbitrage : Eldar Azim Zade |

## Podium
| Épreuves         | Or | Argent | Bronze |
| ---------------- | --- | --- | --- |
| Tournoi masculin | Tchécoslovaquie Jan Berger František Kunzo Werner Lička Luděk Macela Josef Mazura Petr Němec Jaroslav Netolička Luboš Pokluda Libor Radimec Oldřich Rott Zdeněk Rygel Stanislav Seman František Štambachr Zdeněk Šreiner Jindřich Svoboda Rostislav Václavíček Ladislav Vízek | Allemagne de l'Est Jürgen Bähringer Frank Baum Lothar Hause Bernd Jakubowski Dieter Kühn Matthias Liebers Matthias Müller Wolf-Rüdiger Netz Werner Peter Bodo Rudwaleit Rüdiger Schnuphase Wolfgang Steinbach Frank Terletzki Andreas Trautmann Norbert Trieloff Frank Uhlig Artur Ullrich | Union soviétique Sergueï Andreïev Sergueï Baltacha Vladimir Bessonov Sergueï Chavlo Alexander Chivadze Rinat Dasaev Youri Gavrilov Valeri Gazzaev Vagiz Khidyatulline Sergei Nikulin Khoren Oganesian Vladimir Pilguy Aleksandr Prokopenko Oleg Romantsev Tengiz Sulakvelidze Fedor Tcherenkov |